# Cmentarz żydowski w Prabutach
Cmentarz żydowski w Prabutach – nieistniejący kirkut w Prabutach przy dzisiejszej ul. Jagiełły, założony około 1812 (według innych źródeł w XVIII wieku), zlikwidowany po II wojnie światowej. Do czasów obecnych zachowały się jedynie pojedyncze fragmenty nagrobków.